# François III. de La Rochefoucauld

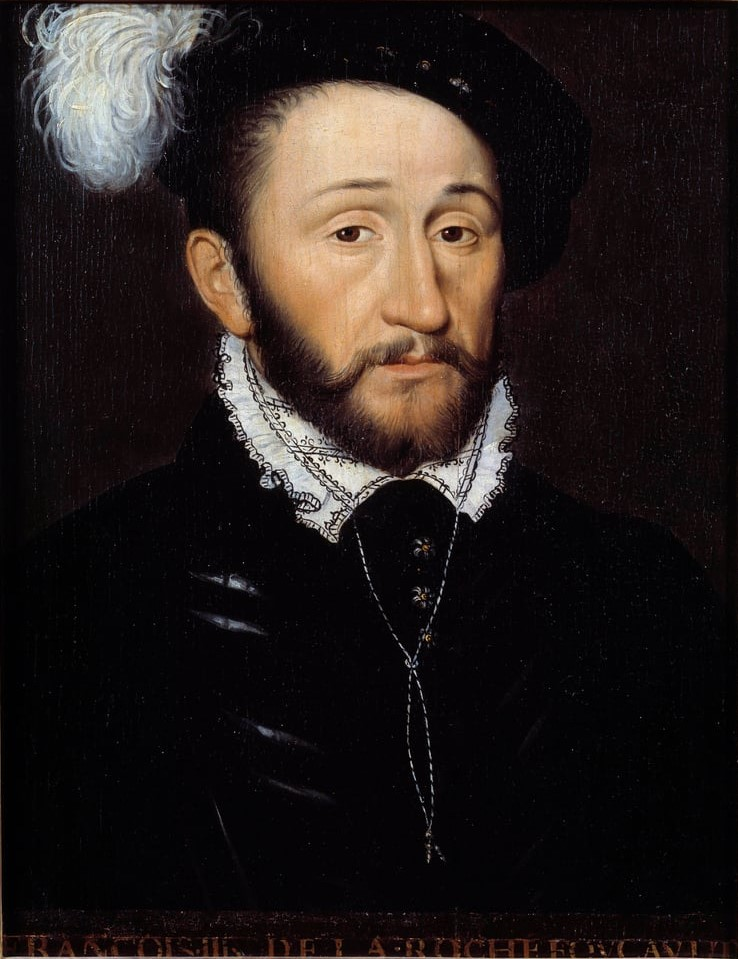
Portrait von François (III.) de La Rochefoucauld, Anonym, um 1560, Schloss Versailles

François (III.), Comte de La Rochefoucauld (* 1521; † ermordet 24. August 1572 in Paris), 2. Prince de Marcillac, Comte de Roucy, Seigneur de Verteuil, Gouverneur et Lieutenant-général en Champagne, war einer der Anführer der Protestanten, die in der Bartholomäusnacht ermordet wurden.

## Leben
François (III.) de La Rochefoucauld war der älteste Sohn von François (II.) († 1533), Comte de La Rochefoucauld, Prince de Marcillac, Seigneur et Baron de Verteuil, de Montignac, de Charente, Thouriers, Marthon, Blanzac und Montendre, und Anne Polignac († 1554), Dame de Randan et de Beaumont.
1552 nahm er als Capitaine von 100 Chevaulegers an der Belagerung von Metz teil. In der Schlacht bei Saint-Quentin (10. August 1557) führte er als Lieutenant die Kompanie der Gendarmen des Herzogs von Lothringen, geriet ebenso in Gefangenschaft wie der Connétable Anne de Montmorency, und kam gegen ein Lösegeld von 100.000 Franc wieder frei.
Er übernahm eine führende Stellung bei den Hugenotten und nahm an zahlreichen Schlachten und Belagerungen teil. So kämpfte er in der Schlacht bei Dreux (19. Dezember 1562) gegen die katholische Armee unter der Führung Montmorencys. Am 10. November 1567 nahm er an der Schlacht bei Saint-Denis teil. 1568 und 1569 beteiligte er sich an den Belagerungen von Chartres, Nontron, de Lusignan und der Belagerung von Poitiers. Er kämpfte in den Schlachten von La Roche-l’Abeille (25. Juni 1569), Port-de-Piles und Moncontour (3. Oktober 1569), und kam Châtellerault zu Hilfe (September 1569).
Am Vorabend der Bartholomäusnacht hatte er sich in Paris niedergelassen und Karl IX. versuchte nun, ihn im Louvre zu halten, was La Rochefoucauld aber ablehnte. Am nächsten Tag, dem 24. August 1572, kamen die Katholiken, um ihn zu finden und führten ihn aus dem Palast. Zusammen mit den anderen adligen Protestanten wurde er in einer der benachbarten Straßen getötet. Sein Leichnam wurde nackt ausgezogen und in die Seine geworfen.

## Ehe und Familie
François (III.) de La Rochefoucauld heiratete 1552 in erster Ehe Silvia Pico di Mirandola (* 1530; † wohl 1556), älteste Tochter von Galeotto II. Pico, Conte di Mirandola, und Ippolita Gonzaga. Das einzige Kind dieser Ehe war:
- François (IV.) (* wohl 1554; X 15. März 1591 vor Saint-Irier-la-Perche), Comte de La Rochefoucauld, 3. Prince de Marcillac, Seigneur de Verteuil etc; ⚭ 27. März 1587[2] Claude de Madaillan († 21. November 1608), 1586 Baronne d’Estissac, Tochter von Louis de Madaillan, Baron d’Estissac, Gouverneur von La Rochelle und Aunis, und Louise de La Béraudière du Rouhet

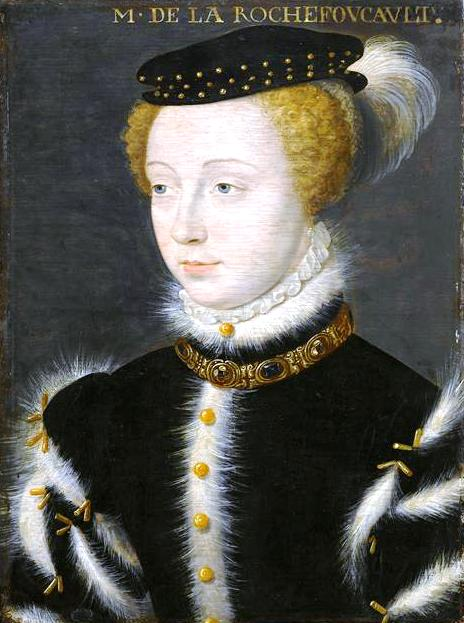
Porträt von Charlotte de Roye (1537–1569), Anonym, Louvre

Am 31. Mai 1557 heiratete er in zweiter Ehe Charlotte de Roye (* 1537; † vor 15. November 1572), Comtesse de Roucy, jüngere Tochter von Charles de Roye, Comte de Roucy, und Madelaine de Mailly, Dame de Conti, Schwester von Éléonore de Roye, der Ehefrau des Prince de Condé. Ihre Kinder waren:
- Jossué (X 21. September 1589[3] in der Schlacht bei Arques), Comte de Roucy
- Henri († 1576 in Paris)
- Charles (* wohl 1560; † 1605 in Paris), genannt de Roye, Comte de Roucy; ⚭ (Ehevertrag 13. Juli 1600) Claude de Gontaut-Biron († August 1617), Tochter von Armand de Gontaut, seigneur de Biron, Marschall von Frankreich, und Jeanne d’Ormesson et de Saint-Blancard
- Benjamin († 1596), Seigneur de Montignac
- Madeleine; ⚭ (Ehevertrag 4. Februar 1583) Just Louis IV., Seigneur de Tournon, Comte de Roussillon, Bailli du Vivarais, Sénéchal  von Auvergne († 4. September 1617)
- Isabelle; ⚭ 1580 Jean Louis de La Rochefoucauld, Comte de Randan (X 10. März 1590[4]), Sohn von Charles de La Rochefoucauld, Comte de Randan, und Fulvia Pica di Mirandola, ihre Vetter sowohl väterlicher- als auch mütterlicherseits – die Eltern der Duchesse de Randan (1588–1677)